# Octava italiana
La octava italiana u octava aguda, creada por Salvador Bermúdez de Castro y por ello llamada a veces bermudina, es una estrofa que se compone de ocho versos de arte mayor, que suelen ser endecasílabos, eneasílabos o decasílabos, y con rima consonante, según el esquema (11-,11A,11A,11B';11-,11C,11C,11B'). El cuarto y el octavo verso son agudos. 
Cual la hierba arrojada en la roca,
que marchita allí crece, allí muere,
¿viviré y moriré, sin que espere
otra vida, otra dicha, otra luz?
aun en medio de altares y tumbas
mi terrible pensar me amenaza:
que si el mundo feroz me rechaza,
me rechaza también esa cruz.
(Salvador Bermúdez de Castro, Durango,Durango. Ensayos poéticos, 1840)
Tu aliento es el aliento de las flores;
tu voz es de los cisnes la armonía;
es tu mirada el esplendor del día,
y el color de la rosa es tu color.
Tú prestas nueva vida y esperanza
a un corazón para el amor ya muerto;
tú creces de mi vida en el desierto
como crece en un páramo la flor.
(Gustavo Adolfo Bécquer, siglo XIX)
- Datos: Q9051662